# Гананокве
Гананокве (произносится /ˌɡænəˈnɒkweɪ/ /ˌɡænəˈnɒkweɪ/) — город (таун) в округе Лидс и Гренвилл в юго-восточной части провинции Онтарио, Канада. Население, согласно переписи 2011 г., составляет 5194 человек. Следует учесть, что летом население существенно возрастает из-за наплыва жителей летних коттеджей, так называемых «островитян», и туристов, посещающих Тысячу островов в устье реки Святого Лаврентия — главный туристический аттракцион близ Гананокве. С севера через городок протекает одноимённая река, которая впадает в реку Святого Лаврентия.

## Название
Название городка на языке местных индейцев означает «город на двух реках». Название городка имеет тот же суффикс, что и название «Катаракви» — название расположенной поблизости реки, впадающей в реку Св. Лаврентия в Кингстоне; так же называется ещё один ручей, а также кладбище в Кингстоне. На местном сленге название Гананокве часто сокращают до «Ган».

## История
Полковник Джоэл Стоун, член лоялистского ополчения времен войны за независимость США, в 1789 основал в этом месте небольшое поселение. Земля ему была предоставлена для устройства мельницы.
Во время войны 1812 года, американские войска захватили правительственные склады в Гананокве с целью прервать поставки между Кингстоном и Монреалем . В то время там хранилась половина говяжей туши, несколько соломенных циновок и одеял . Нападавшие забрали эти запасы и сожгли склад.
Через месяц после нападения было начато строительство блокгауза, завершенного в 1813 году. На восьмиугольном парапете из брёвен было размещено 5 орудий. После окончания войны блокгауз не использовался и был передан в частные руки.

## Культурное наследие
Комитет муниципального наследия признал объектами культурного наследия по закону провинции Онтарио о наследии (англ. Ontario Heritage Act Ontario Heritage Act) следующие объекты:
| Изображение | Название объекта                                     | Адрес                  |
|             | Ратуша                                               | 30 King Street East    |
|             | Городская библиотека                                 | 10 King Street East    |
|             | Старая почта                                         | 110 Stone Street South |
|             | Часовая башня                                        | 140 Stone Street South |
|             | Старый литейный завод                                | 9-15 King Street East  |
|             | Сцена                                                | 30 King Street East    |
|             | Церковь Св. Иоанна Евангелиста (римско-католическая) | 262 Stone Street South |
|             | фабрика Клифф                                        | 185 Mill Street        |
|             | Вращающийся мост через реку Гананокве                | Water St.              |

## Транспорт
Гананокве примыкает к трём самым оживлённым транспортных маршрутам — четырёхполосной автостраде 401, двухпутной Канадской национальной железной дороге и водному пути по реке Св. Лаврентия. Здесь же находится самый западный участок Паркового шоссе тысячи островов, также отсюда недалеко до Моста тысячи островов, который ведет к автостраде Interstate 81 на американской стороне реки Св. Лаврентия. Город обслуживается Аэропортом Гананокве, предназначенным для общей авиации .
Исторически, река Гананокве была важной транспортной артерией, которая простиралась на север до реки Ридо и в значительной мере определяла ключевую роль города и его экономическую важность. Однако в 1830 вблизи Ньюборо было построено новое соединение с Каналом Ридо, которое переключило главную магистраль канала на реку Катаракви и перенаправило водный транспорт в Кингстон. Короткая семикилометровая ветка железной дороги когда-то соединяла магистраль Канадской национальной железной дороги с центром поселка; этот участок, известный как Железная дорога тысячи островов, имел конечную остановку возле ратуши.

## Население
Религиозная принадлежность:
- 52,9 % протестанты
- 31,9 % католики
- 0,5 % другие христиане
- 0,9 % другие религии
- 13,8 % не указали

Возрастная структура:
- 0-14 лет: 17,3 %
- 15-64 лет: 60,8 %
- 65 лет и старше: 21,9 %

Тенденция изменений населения:
- Население 2011: 5194
- Население 2006: 5285
- Население 2001: 5167
- Население 1996: 5219 (или 5217 с уточнением границ)
- Население 1991: 5209

Всего частных застроек, за исключением сезонных коттеджей: 2346 (всего: 2439)
Родной язык:
- Английский как первый язык: 94,2 %
- Французский как первый язык: 1,3 %
- Английский и французский как первый язык: 0,4 %
- Другие первые языки: 4,1 %

## Полиция Гананокве
Служба полиции Гананокве является коммунальной правоохранительной организацией в общине Гананокве. В отличие от других городов и сел Онтарио, которые отказались от своих муниципальных сил полиции в пользу контракта с Полицией провинции Онтарио, служба полиции Гананокве работает самостоятельно и продолжает расти.

## Известные личности
- Гэрри В. Браун — рождённый в Гананокве кавалер Креста Виктории, награжденный за участие в боях за Высоту № 70 во время Первой мировой войны .

## Местные достопримечательности
Город Гананокве известен как «Ворота Тысячи островов»; часть этих островов расположена прямо перед ним по течению реки Святого Лаврентия. Главными местными достопримечательностями являются корабельные круизы на Тысячу островов и в замок Болдт (в штате Нью-Йорк), театральные представления, летний театральный фестиваль Театра Тысячи островов, музей Тысячи островов (основанный на коллекции Артура Чайльда) и Казино тысячи островов. Театральная компания Гананокве «Театр Тысячи островов» является владельцем двух театров — Театра Спрингера и Пожарного театра, которые приобрели международную известность с 1982 года. Биосферный заповедник «Тысяча островов — Фронтенакская арка», созданный в ноябре 2002 года, является третьим по величине в Онтарио, двенадцатым в Канаде и одним из более, чем 400 в мире; имеет статус участника программы ЮНЕСКО «Человек и биосфера».

## Ссылка
- Городской совет Гананокве
- Городок Гананокве — веб-портал общины
- Театр тысячи островов
- Лучший городок для рыбалки в провинции Онтарио
- Исторический музей 1000 островов
- InGananoque
- Виды 1000 островов